# کانفولنس
کانفولنس (انگلیسی: Confolens) یک کمون در جنوب غربی فرانسه است.